# Vulturești (gmina w okręgu Vaslui)
Vulturești – gmina w Rumunii, w okręgu Vaslui. Obejmuje miejscowości Buhăiești, Podeni, Voinești i Vulturești. W 2011 roku liczyła 2236 mieszkańców.